# Vida Manchega
Vida Manchega fue una revista publicada en la ciudad española de Ciudad Real entre 1912 y 1920.

## Historia
Editada en Ciudad Real, la revista tuvo periodicidad tanto semanal como quincenal y apareció entre 1912 y 1920. Fue fundada por Isaac Antonino Vicente y se trató de una de las más importantes publicaciones de la región en su época. De contenido variado e ilustrado, el primer número apareció el 7 de marzo de 1912. Su último número se publicó el 10 de julio de 1920, después de lo cual la publicación se transformaría en un periódico diario, homónimo, dirigido por Enrique Pérez Pastor.